# 普拉特迪普
普拉特迪普，是西班牙加泰罗尼亚塔拉戈纳省的一个市镇。总面积36平方公里，总人口532人（2001年），人口密度15人/平方公里。